# Volejbal Brno
Volejbal Brno (damlaget VK Šelmy Brno)  är en volleybollklubb från Brno, Tjeckien. Klubben grundades 1998 och har både herr- och damlag, som bägge spelar i högsta serien (Extraliga (herrar) resp. Extraliga (damer)).
Herrlaget har varit det mest framgångsrika. De vann tjeckoslovakiska mästerskapen åtta gånger (1946, 1965, 1967, 1969, 1970, 1971, 1974 och 1989). De har också vunnit europacupen två gånger (1967-1968 och 1971-1972).